# Наму-Мьо-Хо-Рен-Ге-Кьо
Наму-Мьо-Хо-Рен-Ґе-Кьо (яп. 南無 妙 法 蓮 華 経, англ. Nam(u) Myōhō Renge Kyō, рос. Наму-Мё-Хо-Рэн-Гэ-Кё, укр. Відданість Таємничому Закону Сутри Лотосу або укр. Слава Сутрі Лотосу Вищого Закону) — мантра, виконувана як центральна практика всіх форм буддизму Нітірен, що приділяють особливу увагу вивченню Лотосової сутри (японська назва Мьо-Хо-Рен-Ґе-Кьо). Мантру називають даймоку (яп. 題目) або, у почесний формі, о-даймоку (お題目). Її вперше виявив японський буддійський вчитель Нітірен на 28-й день четвертого місяця 1253 року нашої ери у Сейтьо-дзі (також званому Кійосумі-дера) поблизу Комінато ниньошньої Тіби, Японія.
Практика виспівування даймоку називається сьодай (唱 题).
Мета співання даймоку є досягнення досконалого та повного пробудження.

## Значення

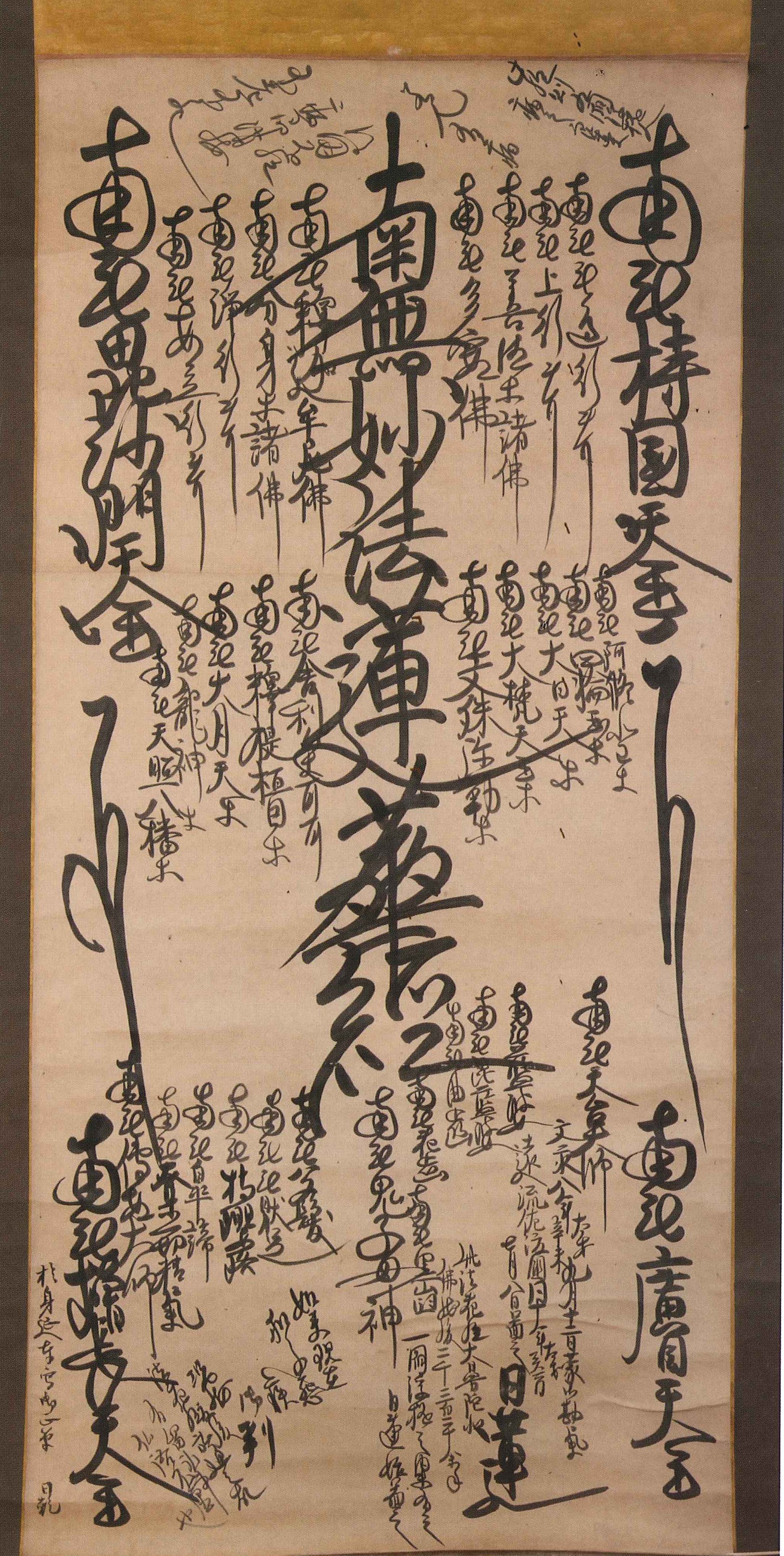
Гохонзон

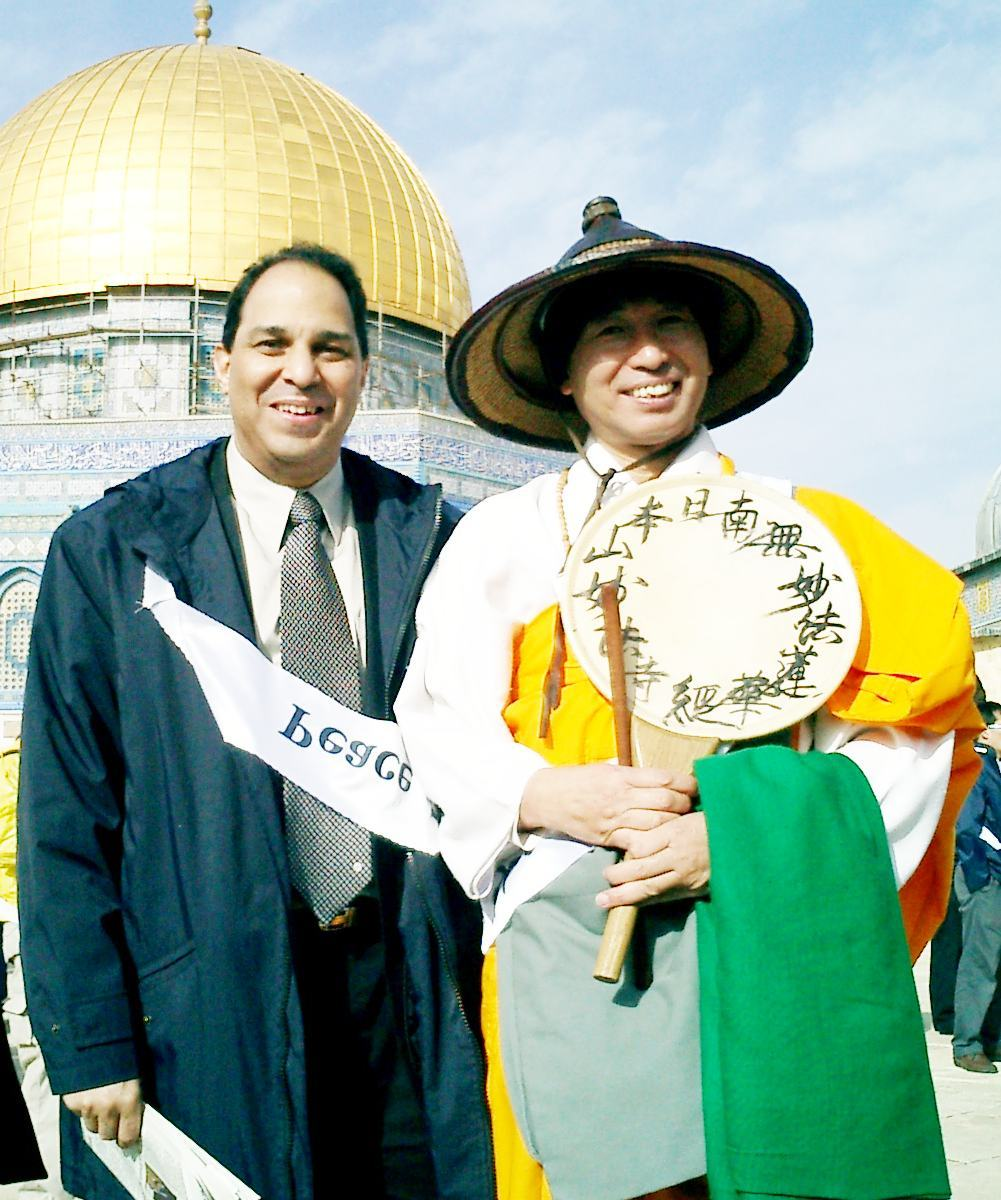
Преп. Терасава-сенсей із Наму-Мьо-Хо-Рен-Ґе-Кьо на його барабані та у його знаменитому брилі. Поряд керівник Міжрелігійної Федерації Вселенського Миру д-р Френк Кауфман. Єрусалим, 2003.

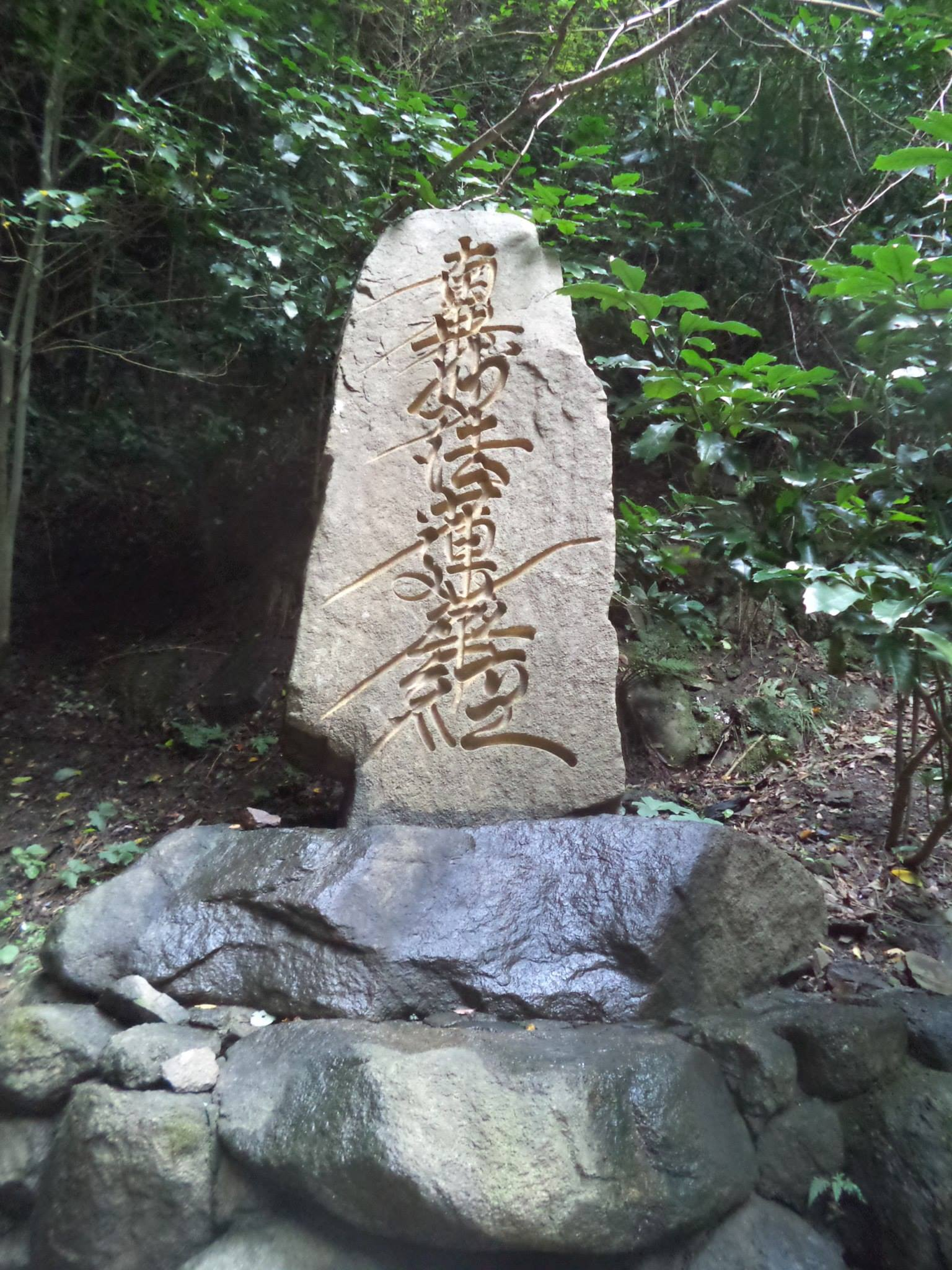
Камінь НамуМьоХоРенҐеКьо

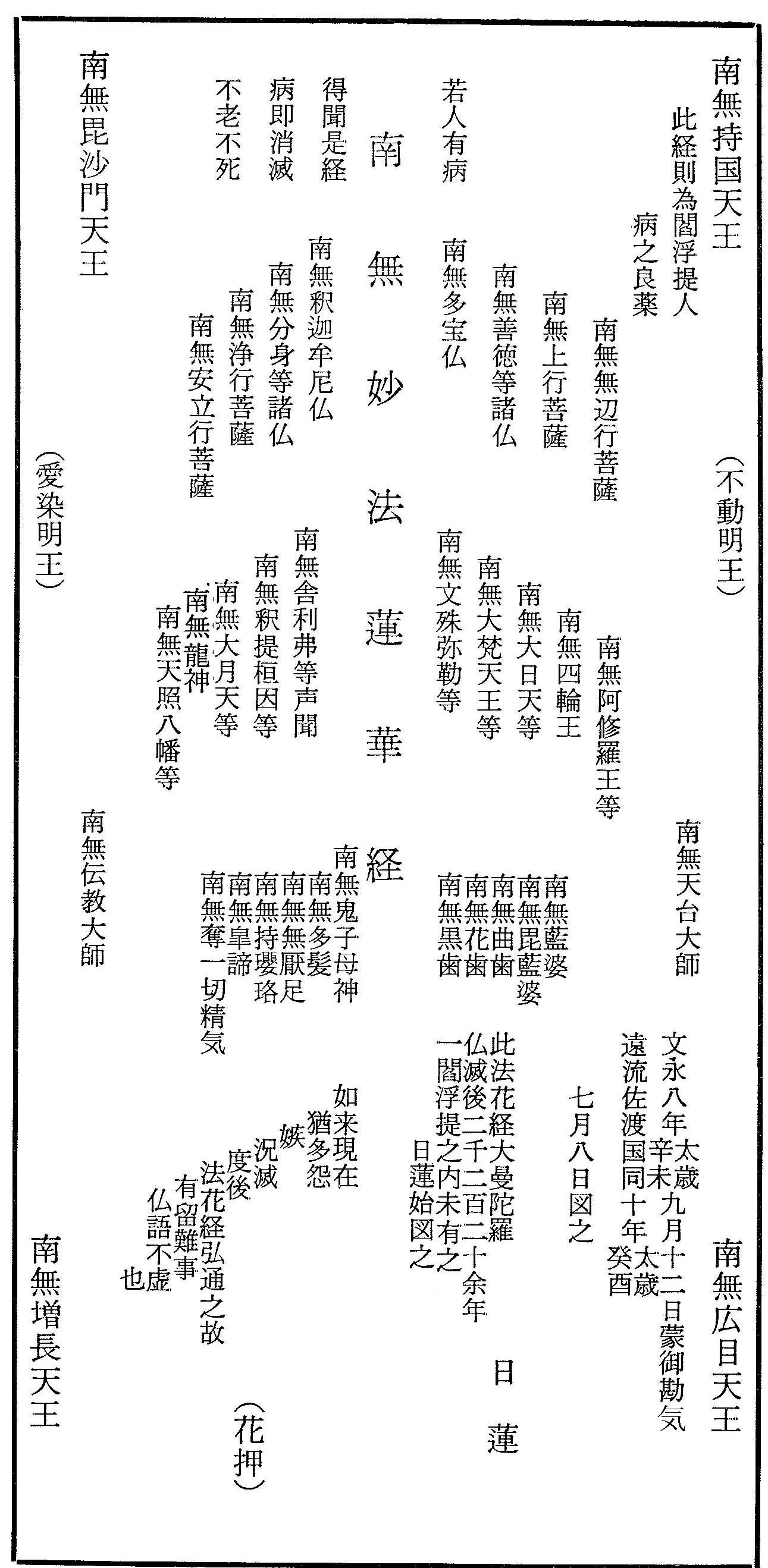
Схема каліграфії Гохонзону

Як Нітірен пояснив мантру у його Онгі Куден (御義口傳), Нам(у) (南無) є транслітерацією на японську мову санскритського намас, та МьоХо РенҐе Кьо (妙法 蓮華 経) є японською вимовою китайської назви Лотосової Сутри у перекладі Кумараджива (звідси даймоку, що є японським словом із сенсом заголовок).
南 — На-
無 — му: Нам(у), від санскритського намас, означає відданість
妙 — Мьо: означає таємниця, диво, розум
法 — Хо: означає закон, вчення
蓮 — Рен: означає лотос
華 — Ґе: означає квітка
経 — Кьо: означає сутра або вчення
Ці символи написані у центрі Гохонзону — мандали, шанованої більшістю Нітірен буддистів.
Ієрогліфи 南無 妙 法 蓮 華 経 (Наму-Мьо-Хо-Рен-Ґе-Кьо) також написані по краях мембран спеціальних барабанів для чернечої миротворчої практики, якої приділив належну увагу Махатма Ганді.
Зустрічаються і камені різного розміру з висіченою на них каліграфією
南
無
妙
法
蓮
華
経
Точна інтерпретація Наму-Мьо-Хо-Рен-Ґе-Кьо, як воно вимовляється, та його положення у буддійської практиці трохи відрізняється серед численних шкіл Нітірен-буддизму, але Я беру притулок у дивовижному законі Сутри квітки лотоса може служити універсальним перекладом.